# Cultroribula ligulata
Cultroribula ligulata är en kvalsterart som beskrevs av Grishina 1980. Cultroribula ligulata ingår i släktet Cultroribula och familjen Astegistidae. Inga underarter finns listade i Catalogue of Life.